# Eduardo Quaresma
Pour les articles homonymes, voir Quaresma.
Eduardo Quaresma né le 2 mars 2002 à Barreiro au Portugal, est un footballeur portugais qui évolue au poste de défenseur central au Sporting CP.

## Biographie

### En club
Né à Barreiro au Portugal, Eduardo Quaresma commence le football à 3 ans dans le club local du GD Fabril. Il rejoint en 2011 le centre de formation du Sporting CP où il devient l'un des éléments les plus prometteurs du club. Il fait sa première apparition en professionnel le 4 juin 2020, lancé en professionnel par Rúben Amorim, qui le titularise lors d'un match de championnat face au Vitoria Guimarães. Les deux équipes se neutralisent ce jour-là (2-2). Il devient ainsi le plus jeune défenseur central à débuter un match pour le Sporting. Le 16 juin 2020 il prolonge son contrat jusqu'en 2025 avec son club formateur.
Il devient champion du Portugal en 2021.
Le 27 juillet 2021, Eduardo Quaresma est prêté pour une saison au CD Tondela.
Le 4 août 2022, Eduardo Quaresma prend la direction de l'Allemagne, étant prêté avec option d'achat par le Sporting au TSG Hoffenheim.
Quaresma fait son retour au Sporting à l'été 2023 et se retrouve en concurrence avec Ousmane Diomande pour la saison 2023-2024. S'il joue peu lors de la première partie de saison, il gagne en temps de jeu à partir du début d'année 2024, étant titularisé pendant que Diomande dispute la coupe d'Afrique des nations, écartant ainsi les rumeurs de départ dès l'hiver, où il est annoncé du côté du LOSC Lille. Il reste ainsi au club et se montre convaincant durant ses prestations,.

### En sélection
Eduardo Quaresma est sélectionné avec l'équipe du Portugal des moins de 17 ans pour participer au championnat d'Europe des moins de 17 ans en 2019. Il est titulaire et porte le brassard de capitaine dans ce tournoi. Il joue les quatre matchs de son équipe, qui est éliminée en quarts de finale contre l'Italie (1-0).
En août 2020, Eduardo Quaresma est convoqué pour la première fois avec l'équipe du Portugal espoirs par le sélectionneur Rui Jorge. Il ne joue toutefois aucun match lors de ce rassemblement. Il joue son premier match avec les espoirs le 6 septembre 2021 contre la Biélorussie. Il est titularisé et son équipe l'emporte par un but à zéro.

## Palmarès
Sporting CP
- Championnat du Portugal (3) :
  - Vainqueur : 2021, 2024 et 2025
- Coupe de la Ligue portugaise (1) :
  - Vainqueur : 2021

## Vie personnelle
Eduardo Quaresma est un parent éloigné de l'ancien international brésilien Zico. Il est également un cousin éloigné de son compatriote l'ancien footballeur Ricardo Quaresma par sa mère .